# D-dag (militært udtryk)
 Denne artikel omhandler D-dag som generelt militært udtryk. Opslagsordet har også en anden betydning, se D-dag.
 Denne artikel bør gennemlæses af en person med fagkendskab for at sikre den faglige korrekthed.

Ordet D-dag (fra engelsk: D-day) er et militært udtryk, der bruges for at hemmeligholde startdatoen for en given militær operation, men ordet bliver også brugt i planlægningsfasen, før en dato er fastsat. D-dag er dagen, hvor en operation indledes, D-3 betyder 3 dage før D-dag, mens D+3 betyder tre dage efter.
Tilsvarende anvendes C-dag om deployeringsdagen og M-dag om den dag hvor fuld mobilisering starter. Ligesom man definerer dagen, definerer man også angrebstidspunktet på den pågældende dag med H-hour (klokken H) om starttidspunktet for operationen på D-dag, L-hour er tidspunktet på C-dag, hvor deployeringen starter og F-hour om tidspunktet hvor forsvarsministeren mobiliserer reserverne.

## Anden verdenskrig
D-dag bruges som oftest specifikt om den 6. juni 1944, dagen hvor de Allierede under 2. verdenskrig startede Operation Overlord, med landgang på det europæiske fastland. Forud lå en gigantisk planlægning af selve operationen samt flere afledningsmanøvrer, der skulle narre den tyske militærledelse til at omplacere troppestyrker og materiel til andre kystegne end Normandiet, hvor landgangen reelt fandt sted. Selve landgangen kaldtes Operation Neptune.
Under operationen landsatte man soldater i stort tal fra landgangsfartøjer, men også i baglandet med faldskærme og transportsvævefly. Kysten blev opdelt i landgangszonerne (fra vest mod øst) Utah Beach, Omaha Beach, Gold Beach, Juno Beach og Sword Beach.
En del af de tyske panserstyrker var på grund af interne magtkampe sendt til Sydfrankrig, og de resterende måtte i flere timer ikke indsættes, fordi Hitler sov, og man ikke kunne tillade sig at vække Der Führer.
Alt i alt var der ca. 255.000 mand med i slaget på D-dag. Efterfølgende startede de Allierede deres videre færd mod resten af Frankrig.
D-dag er skildret i utallige bøger og flere film, bl.a. Den Længste Dag fra 1962 og Saving Private Ryan fra 1998.